# Trương Hán Tư
Trương Hán Tư (giản thể: 张汉思; phồn thể: 張漢思) là một quân nhân của nước Mân thời Ngũ Đại Thập Quốc. Sau khi Mân diệt vong, ông phục vụ dưới quyền Lưu Tòng Hiệu- người kiểm soát Thanh Nguyên quân (trị sở nay thuộc Tuyền Châu, Phúc Kiến). Sau khi Lưu Tòng Hiệu từ trần, Trần Hồng Tiến lật đổ Lưu Thiệu Tư và tôn Trương Hán Tư làm chủ quân phủ, song sau đó lại lật đổ Trương Hán Tư và đoạt quyền.

## Thời Mân
Năm 944, nước Mân của nhà họ Vương tan rã do nội chiến và xung đột, tướng Chu Văn Tiến hạ sát hoàng đế Vương Hy và soán vị, tranh chấp tính chính thống với Vương Diên Chính (xưng đế lập quốc Ân từ trước đó).
Sau khi soán vị Mân, Chu Văn Tiến cử Hoàng Thiệu Pha (黃紹頗) đến Tuyền châu giữ chức thứ sử, Tuyền châu tán viên chỉ huy sứ Lưu Tòng Hiệu nói với đồng cấp Vương Trung Thuận (王忠順), Đổng Tư An (董思安), và Trương Hán Tư rằng họ nhiều đời thụ ân của Vương thị, không thể phục sự cho Chu Văn Tiến. Trương Hán Tư và những người khác tán đồng, họ sát hại Hoàng Thiệu Pha và ủng hộ tụng tử của Vương Diên Chính là Vương Kế Huân làm chủ quân phủ, quy phục Vương Diên Chính. Vương Diên Chính bổ nhiệm Vương Kế Huân là Tuyền châu thứ sử, còn Lưu Tòng Hiệu, Vương Trung Thuận, Đổng Tư An, Trần Hồng Tiến đều là "đô chỉ huy sứ".

## Sau khi Mân diệt vong
Tuy nhiên, lãnh địa của Vương Diên Chính sau đó bị láng giềng phương bắc là Nam Đường chinh phục. Lưu Tòng Hiệu nắm quyền kiểm soát khu vực Tuyền châu, khu vực này được Nam Đường nâng thành Thanh Nguyên quân. Lưu Tòng Hiệu quy phục trên danh nghĩa Nam Đường, và sau đó quy phục cả Hậu Chu rồi Tống.
Lưu Tòng Hiệu có lẽ từ trần vào năm 962. Theo ghi chép trong Tục Tư trị thông giám (cũng như trong Thập Quốc Xuân Thu), sau khi Lưu Tòng Hiệu từ trần, tụng tử là Lưu Thiệu Tư tự lĩnh quân vụ, song không lâu thì bị Trần Hồng Tiến đoạt quyền, nhân vật này vu cáo rằng Lưu Thiệu Tư muốn quy phục Ngô Việt và giải Lưu Thiệu Tư đến Nam Đường, suy tôn Thống quân phó sứ Trương Hán Tư làm lưu hậu. Tuy nhiên, phần tiểu sử về Lưu Tòng Hiệu trong Tống sử thì ghi rằng chính biến diễn ra khi Lưu Tòng Hiệu nằm bệnh, song phần tiểu sử về Trần Hồng Tiến lại tương tự như trong Tục Tư trị thông giám.
Theo tường thuật, Trương Hán Tư tuổi cao nên không thể cai trị sự vụ trong quân, mọi sự đều do Phó sứ Trần Hồng Tiến giải quyết. Trương Hán Tư lo ngại Trần Hồng Tiến chuyên chính, bèn thiết yến, cho quân phục kích nhằm hạ sát. Tuy nhiên, khi đang uống rượu thì xảy ra động đất, những người đồng mưu sợ hãi bèn cáo với Trần Hồng Tiến. Trần Hồng Tiến lập tức rời đi, giáp sĩ phục kích đều giải tán. Trương Hán Tư cho canh phòng chặt chẽ quân phủ nhằm phòng bị Trần Hồng Tiến. Ngày Quý Mão (22) tháng 4 năm Quý Hợi (17 tháng 5 năm 963), Trần Hồng Tiến tụ tập binh sĩ phong tỏa quân phủ, mặc thường phục tiến vào trong phủ một cách hòa bình, quát đuổi trực binh. Trương Hán Tư ở trong phòng, Trần Hồng Tiến đến trước cửa nói: "Quân lại thấy Công già cả, thỉnh Hồng Tiến làm chủ sự vụ, ý nguyện của dân chúng không thể làm trái, nay hãy nhượng lại ấn." Trương Hán Tư hoảng hốt không biết làm sao, bèn giao ấn cho Trần Hồng Tiến, Trần Hồng Tiến cáo với tướng lại: "Hán Tư không thể trị lý, nhượng ấn cho ta", tướng lại đều chúc mừng. Sau đó, Trần Hồng Tiến cho đưa Trương Hán Tư đến ngoại xá, cho binh canh giữ. Trương Hán Tư mất vài năm sau đó.